# Mesquita de Yussef Dey
La mesquita de Yússef Dey o de Sidi Yússef (àrab: جامع يوسف داي, jāmiʿ Yūsuf Dāy) és un edifici religiós, la primera mesquita de ritus hanefita de Tunis a Tunísia. Fou construïda el 1616, abans que la mesquita de Hammuda Pasha. És a la zona de la Kasba. El seu minaret és octogonal.

## Galeria

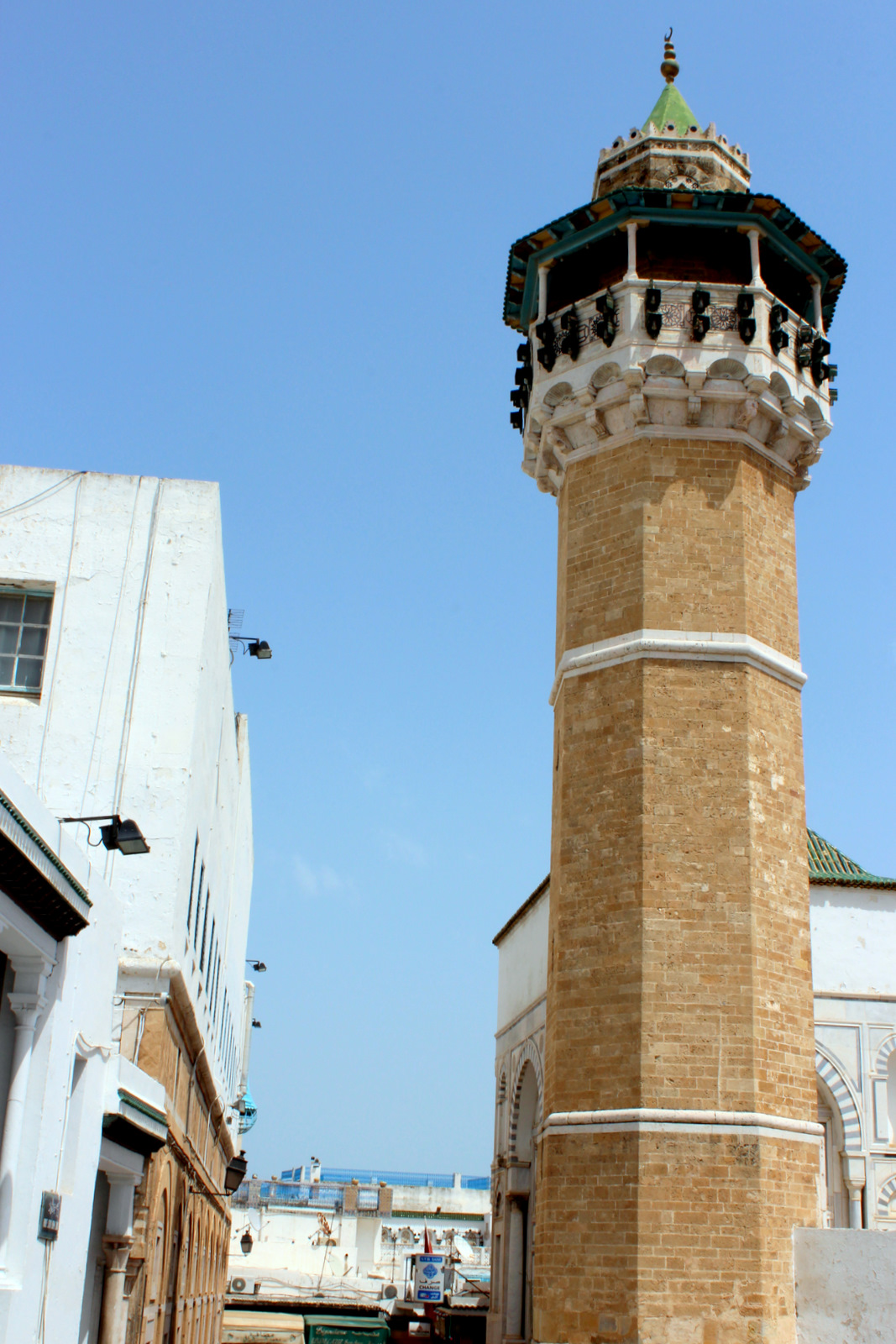
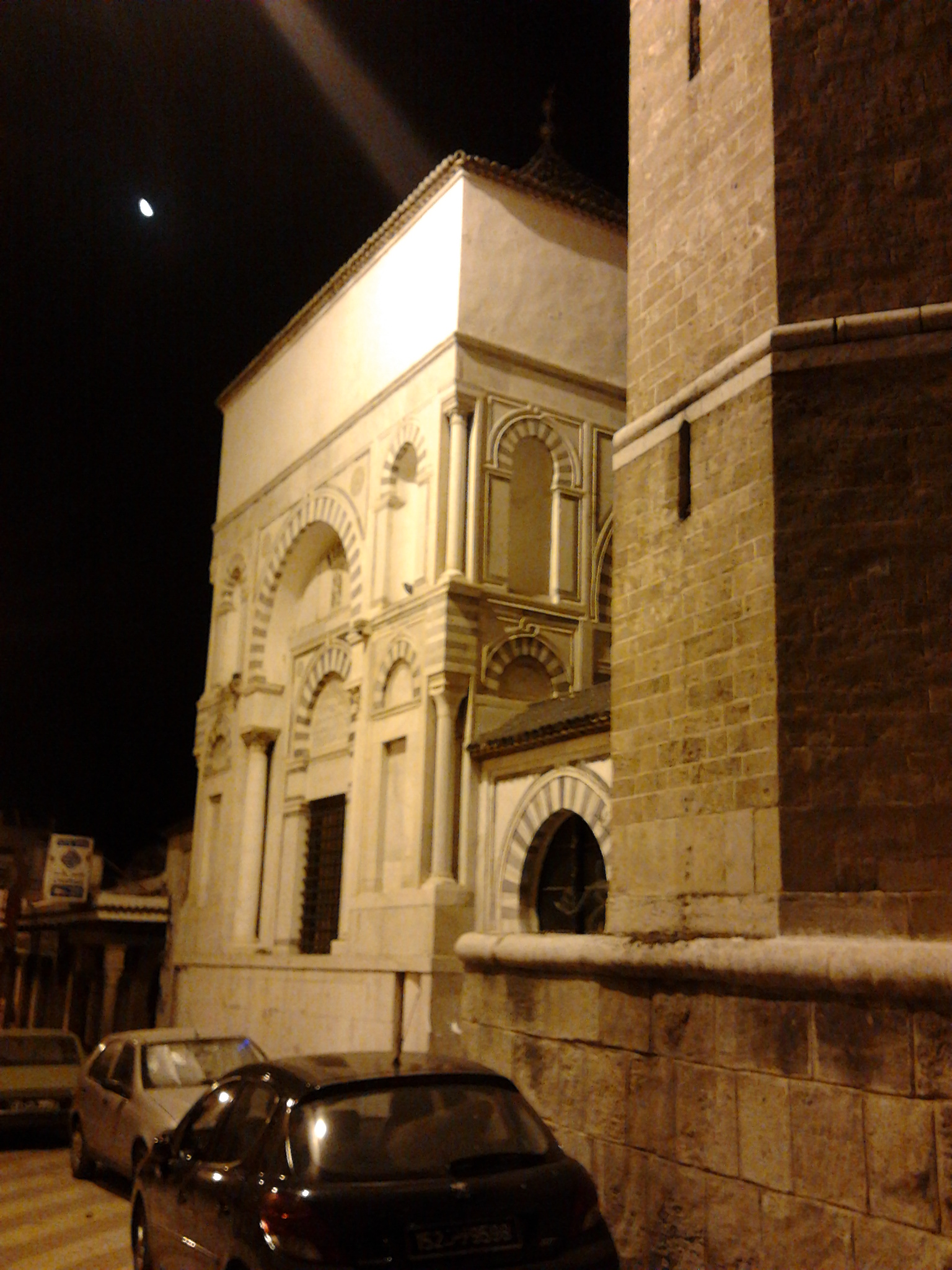
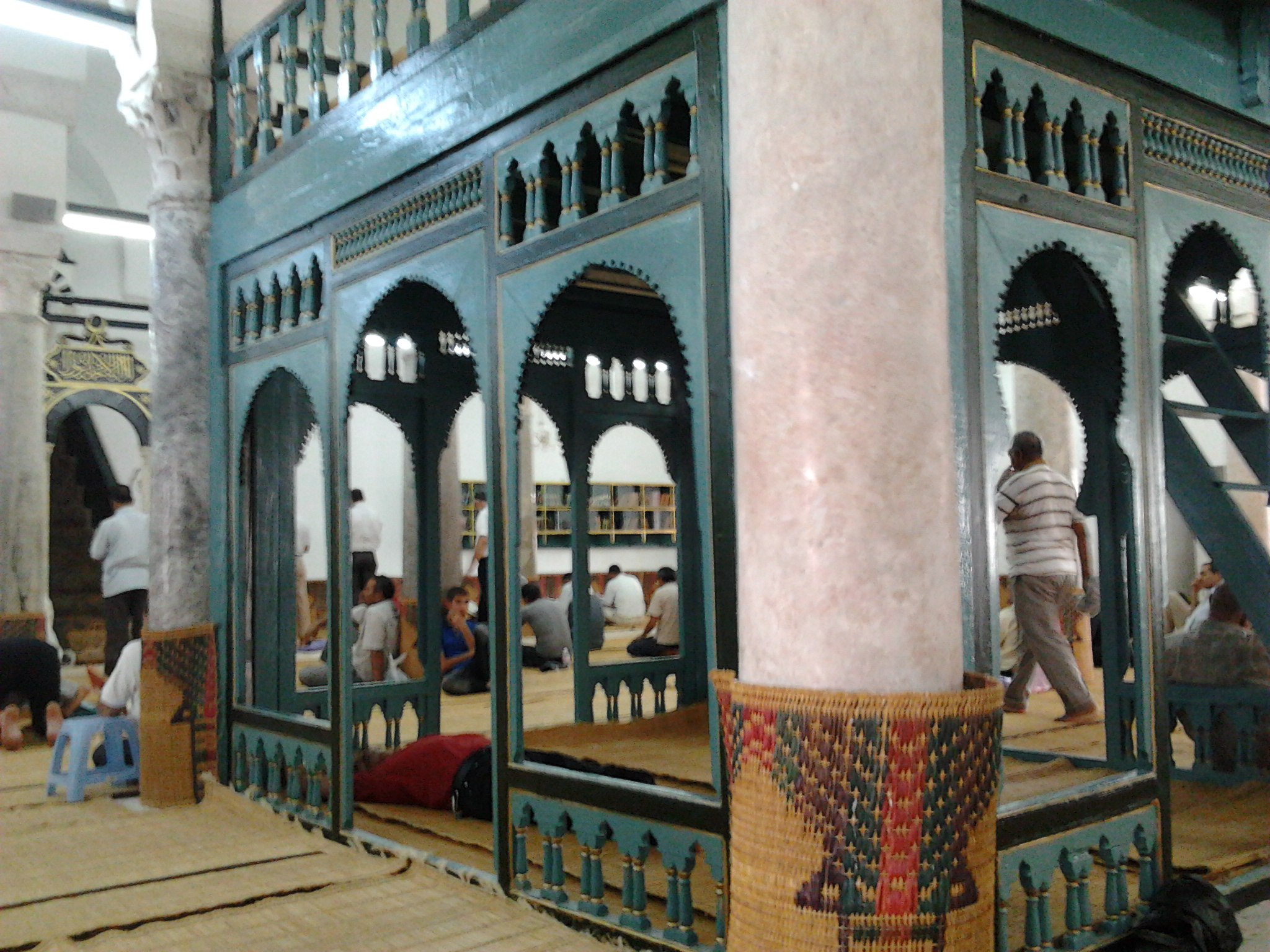
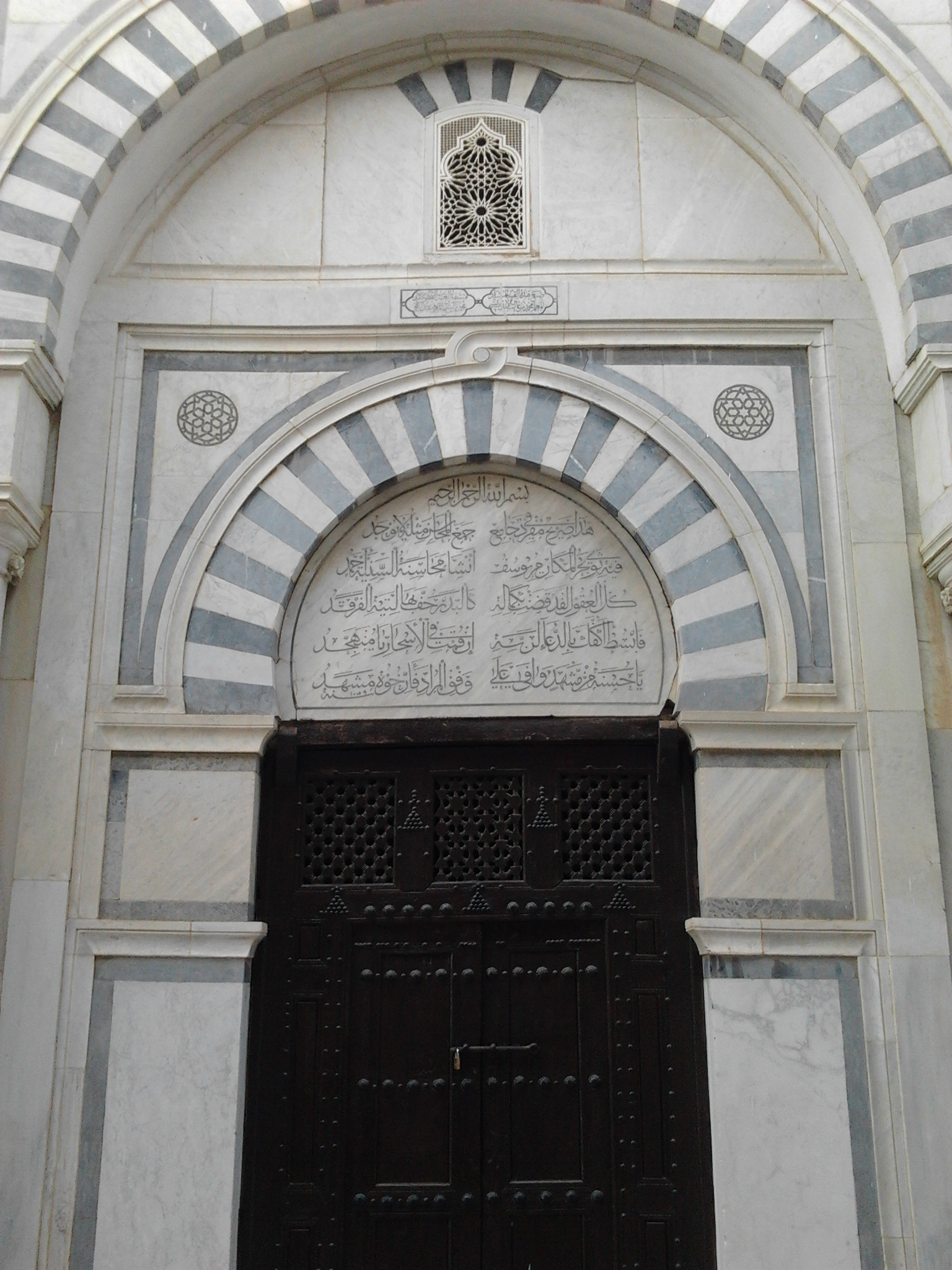
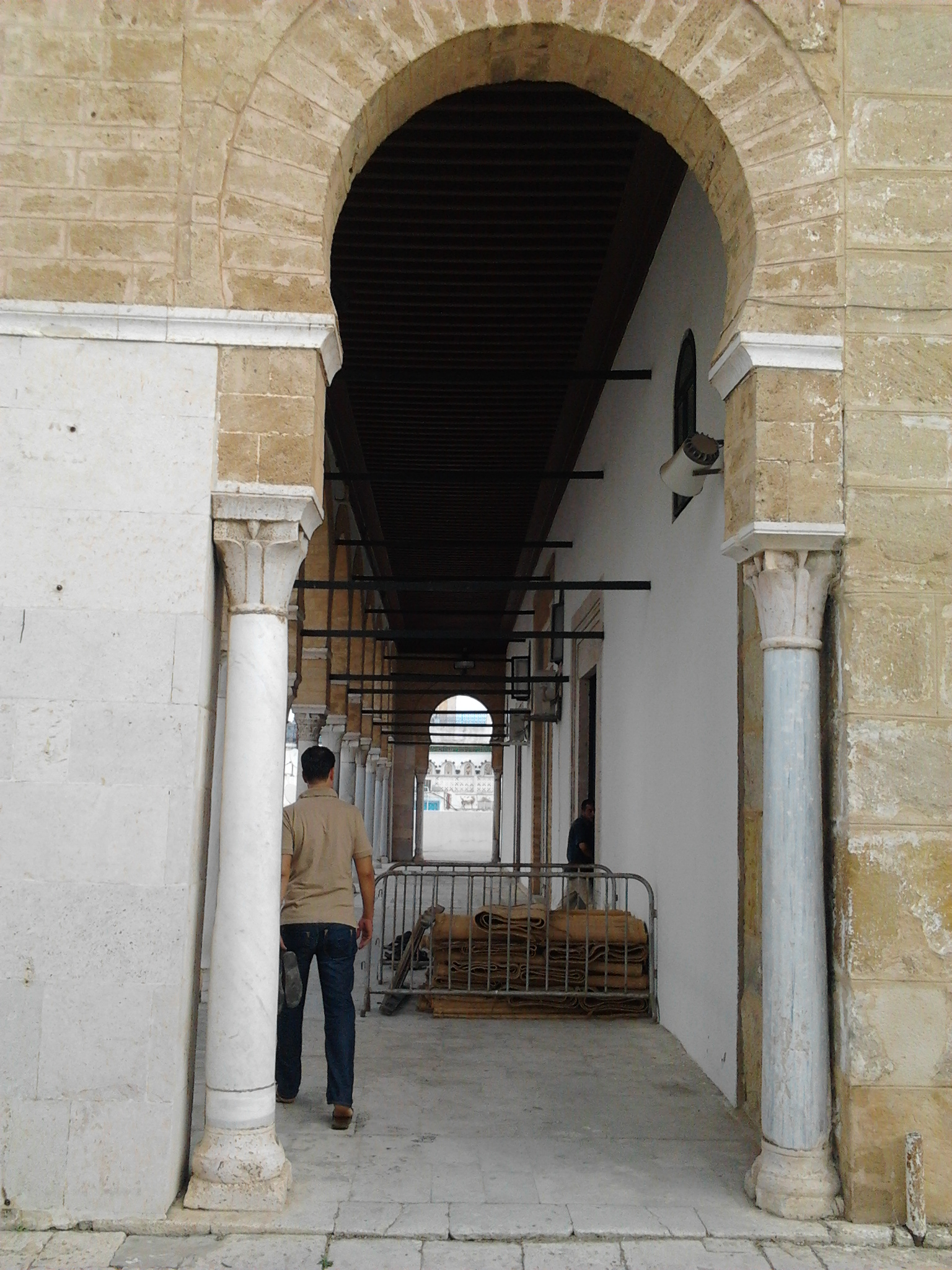
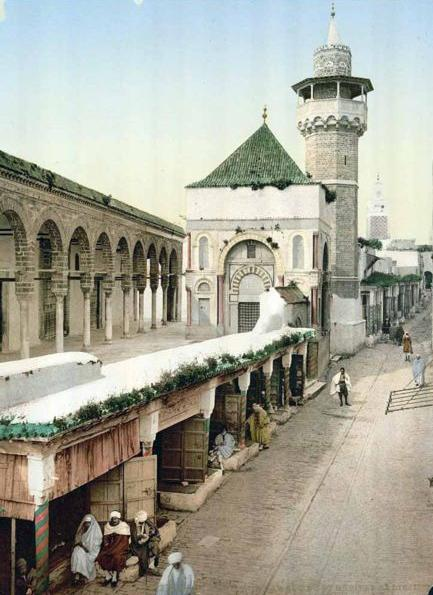
La mesquita el 1890